# Quoits

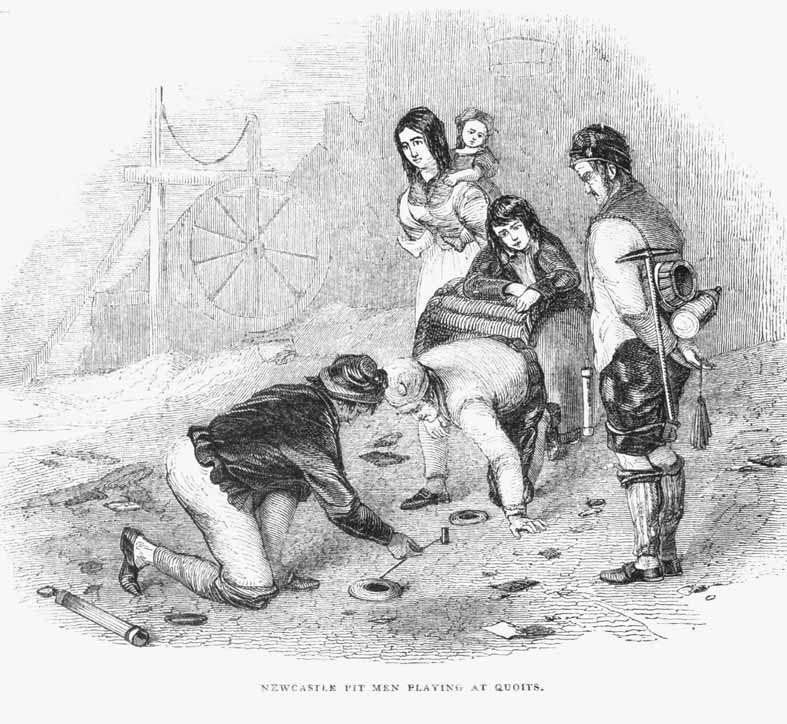
Mineros de Newcastle jugando al quoits.

Quoits (koits, kwoits) es un tradicional juego de césped en el que los participantes lanzan un anillo de metal o caucho a una estaca en una parcela de tierra que tiene en el centro un parche de arcilla. Está muy relacionado con el lanzamiento de la herradura y el juego de recinto ferial hoopla. El centro de mayor popularidad del juego es North East England. El juego es muy popular en algunas partes de Lowlands (Escocia), País de Gales y Wensleydale, Swaledale, Beck Hole y las zonas de Yorkshire, Inglaterra.
El quoit es un disco circular con un orificio de cuatro pulgadas en el centro, que tradicionalmente era de acero. El quoit puede pesar desde casi nada hasta 10 libras, dependiendo de la región en la que se juegue, aunque lo más común es un peso de aproximadamente 5 libras. La arcilla ayuda al quoit a estancarse en el lugar en que ha aterrizado. Como el juego se ha ido desarrollando de manera distinta en las diversas localidades, las normas pueden variar, pero, en la versión de Gales por ejemplo, el jugador puede hacer dos intentos de lanzar desde la fresa. En el norte de Inglaterra, un quoit que ha aterrizado en la placa vitrocerámica se llama un "timbre", y puntúa dos puntos. El primer jugador en alcanzar 21 gana la partida. Los jugadores también tratan de acertar la tierra con sus tejos, de manera de bloquear nuevos intentos por otros competidores.
Hay pruebas de un juego parecido que era disputado por los antiguos griegos y romanos, antes de ser exportado a Gran Bretaña. Hay menciones del juego en Inglaterra a partir de 1388 en adelante, aunque fue prohibido en el 1360 por Eduardo III que creía que era tonto. Un conjunto de 15 normas fueron establecidas en el The Field (revista) en 1881, en un momento en que se había convertido en un popular juego de bar Quoits.htm. Aunque el juego está en vías de desaparición en algunas zonas, otras están teniendo un renovado interés en el deporte, con una pequeña competición internacional que se celebrarán alternativamente en Escocia y el País de Gales .
En los Estados Unidos, Quoits es más popular en el este de Pensilvania y Nueva Jersey.
Hay muchas formas de pronunciación de la palabra tejos. En Yorkshire es pronunciado c-oy-ts.

## Curiosidades
La leyenda dice que la roca de la cubierta del dolmen galés denominado Carreg Coetan (3700-3000 AC) fue usada por el Rey Arturo en un juego de quoits.